# Виктор Нишки
Виктор Нишки (светско име Вълко Чолаков) е висш български, по късно сръбски православен духовник, нишки митрополит. Според оценки на негови съвременници, при него народностно съзнание не било силно развито, а алчността му била голяма и поради това той се поддал на сръбската пропаганда.

## Биография
Родом е от Калофер, като годината му на раждане също не е сигурна. Той е от рода Чолакови. Има сестра Лала, омъжена в Карлово, и друга Гена, омъжена за каменоделеца Колю Загореца, преселник в Калофер и родоначалник на рода Аврамови.
Първоначално образование получава в родния си град. Впоследствие постъпва като послушник в Калоферския мъжки манастир „Рождество Богородично“. Там е подстриган в монашество и последователно е ръкоположен в йеродяконски и йеромонашески чин. Живее по някое време в Хилендар, като светогорски изповедник, където е възведен в архимандритско достойнство.
Около 1832 година архимандрит Виктор е изпратен в Ниш като таксидиот, където остава до края на живота си, почти без прекъсване. По същото време се създава Сръбското княжество и се засилва сърбоманството в Поморавието, което е плод на появилата се сръбска културна и църковна пропаганда. През времената на холерата в Ниш, през годините 1832, 1838 и 1842, когато всички свещеници в Ниш се разбягват, единствен Виктор остава на своя пост, за което е бил тачен и обичан от паството си.
През 1871 година е представител на Нишката епархия на Църковно-народения събор, свикан в Цариград за изработването на устава на Българската екзархия.
През май 1872 година е избран и ръкоположен за български екзархийски митрополит на Нишка епархия. Като запознат със сложната обстановка в епархията, той се старае да не дразни сърбофили и гъркомани, за да избегне антиекзархийски настроения. Въпреки проявяваната прекомерна толерантност и отстъпчивост пред капризите на общината и сърбоманите, той не е пощаден от сръбски клеветнически обвинения. В диоцеза му се шири безредие и несигурност. В екзархийското ръководство се формира мнение, че Виктор е неспособен да се справи с трудностите, а управлението на епархията да се повери на по-енергичен духовник. Същевременно се съзнава, че подобен ход би могъл да причини загубването на епархията.
През 1874 година Виктор е избран за член на Светия синод на Българската екзархия, но въпреки това не посещава заседанията на синода и впоследствие е освободен.
По време на Сръбско-турската война от 1876 година напуска Ниш и отива в Лесковъц, като митрополитски наместник. Връща се в Ниш през 1877 година, по време на Руско-турската война, когато градът е превзет от сърбите.
От името на свещенството и народа на 18 януари 1878 година прогласява съединението със Сръбската православна църква и за това известява митрополит Михаил. Това става след превземането на Ниш по време на Сръбско-турската война и присъединяването на Нишко, Пиротско, Вранско и Топличко към Сърбия. Решението му е прието на 1 февруари 1879 година и митрополит Виктор с указ е поставен за нишки епископ в състава на Белградската митрополия.
Самият той е приет в Сръбската православна църква, след обявяването ѝ за автокефална през 1879 година, като митрополит.
През 1883 годин е заменен със сърбина Нестор Попович и преместен в манастира Петковица. От същата година е почетен член на Сръбското дружество на учените, по късно – САНУ.
Умира на 31 май 1888 в Белград, където е погребан в църквата „Свети Марко“.

### Оценки
Христо Стамболски пише за Виктор Нишки през 1874 година:
| „     | Знайно е, че Нишкият митрополит Виктор беше ръкоположен за владика под натиска на Христо Тъпчилещов и на д-р Чомаков и по тяхна препоръка и тая на Пловдивския Панарет, та се избра преди 7 месеца и за Синодален владика, но той досега не можа да уреди епархията си, открито можем да го кажем, по неспособност; при все това Екзархията го призова да дойде в Цариград, като предварително изпрати в Ниш русчушкия митрополит Григория да нареди на Нишката епархия и да избере и настани в Ниш някой свестен архиерейски наместник. Наистина, некадърността на Виктора стана причина да не може да се уреди тая епархия и да се разшири в Поморавието сръбската пропаганда. | “ |
| [ 8 ] | |   |

В дописка в Цариградския вестник „Ден“, от 7 юли 1875 г., се твърди, че Виктор бил неук и не се грижел за нравственото и умственото въздигане на паството. Училищата в Ниш били слаби, в тях липсвало народноство чувство и се преподавало на сръбски. Тодор Икономов пише, че Ниш вече бил посърбен град в началото на 1870-те и това се дължало твърде много на владиката Виктор, който поддържал сръбския език и сръбските учители в продължение на 40 години. Сърбите отнели митрополията му за тяхно училище и той се задоволил с това и се преместил в обикновена къща и сетне сърбите почнали да подкопават и авторитета му пред селското население.

Според акад. Иван Снегаров: 
| „      | Митрополит Виктор, човек стар и неспособен за управник е търпял сръбската пропаганда до такава степен, че не е искал Екзархията да му изпраща за чиновници и проповедници външни лица под предлог, че в епархията му имало образовани свещеници и учители с богословско образование, и че народът е могъл да сметне назначаването на външни хора като преследване на „местното наречие“. Той даже не е искал да разпространява между народа книгите, които Екзархията му изпращала с тая цел. Според уверението на д-р Хр. Стамболски, митрополит Виктор е ръкополагал сърби за свещеници в български енории и сам е изисквал от белградския митрополит учители сърби за Ниш и другите български градове и села в епархията си. Запитан за това от д-р Стамболски, митрополит Виктор не само не е съзнавал грешката си, но и се мъчел да се оправдава с обстоятелството, че и сърбите са православни, а не католици или протестанти; че и те, както русите, не признали схизмата. | “ |
| [ 10 ] | |   |

Според проф. Анастас Иширков
| „      | На 28 май 1871 г. бил ръкоположен архимандрит Виктор за нишки владика, под чиято епархия бил и Лесковец. Дядо Виктор, роден от Калофер, бил изпърво калугер от Хилендарския манастир. Живял в Нишкия метох на манастира. Като владика той имал голямо влияние върху мохамедани и християни, но у него българското народно съзнание било слабо, а алчността за пари твърде голяма. Той не схванал своята задача като български владика, поддал се на сръбската пропаганда и когато Ниш преминал към Сърбия, той станал сръбски пенсионер, а известно време беше дори наново поставен за нишки владика в Ниш до 1883 г. | “ |
| [ 11 ] | |   |

Тодор Икономов пише през 1883 година за Ниш в своята книга „Писма за Сърбия“: 
| „ | Впрочемъ тъй или инакъ ний трѣба да се съгласимъ: а) че Нишъ не може да бѫде български по населението си градъ, б) че за това се длъжи твьрдѣ много и на владиката Виктора, който съ всичкитѣ си сили е поддьржалъ сьрбскитѣ учители и сьрбский язикъ отъ 40 г. насамъ. | “ |